# Swan menti kolónia
A Swan menti kolónia a nyugat-ausztráliai Swan folyó mentén, a mai Perth területén 1829-ben alapított brit település. A kolónia neve sokáig egyet jelentett egész Nyugat-Ausztráliával. Pedig 1832-ben, amikor a település alapítója és alkormányzó, James Stirling kapitány némi késedelemmel kézhez vette megbízatását, a gyarmat hivatalosan is megkapta a Nyugat-Ausztrália nevet. Ettől függetlenül a "Swan menti kolónia" elnevezést még éveken keresztül használták.

## Európai felfedezők

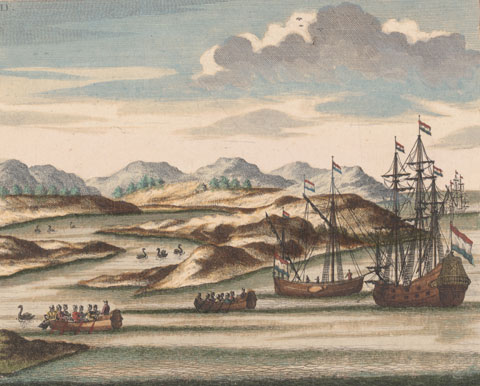
Willem de Vlamingh hajói fekete hattyúkkal a nyugat-ausztráliai Swan torkolatánál, színes metszet (1796) az 1696–97-es de Vlamingh-féle expedíció során készült, korábbi (de elveszett) rajz alapján.

Írásos források szerint holland hajósok pillantották meg először a szárazföldet, ahol ma Perth fekszik. Valószínűleg a Dordrecht és Amsterdam hajókkal érkező Frederick de Houtman járt először a Swan folyó vidékén 1619. július 19-én. Feljegyzései szerint Nyugat-Ausztrália partjait a 32°20' szélességi foknál, vagyis Rottnest-sziget közelében vagy attól valamivel délre érte el. Az erős hullámverés miatt nem szállt végül partra, hanem inkább a terület alaposabb feltárása nélkül továbbindult észak felé.
1656. április 28-án a Holland Kelet-indiai Társaság Batáviába (mai Jakarta) tartó Vergulde Draeck hajója Ledge Point közelében, a Swantól 107 km-re északra zátonyra futott. A 193 fős legénységből mindössze 75-en értek partot. Ezt követően egy, a hajótörésből megmenekülő kisebb csónakkal néhányan Batáviába mentek segítséget kérni, de a később a legénység keresésére induló társaság nem talált túlélőket. Magát a hajóroncsot hosszú idő után 1963-ban lelték meg ismét.
1658-ban három másik, szintén a Vergulde Draeck után kutató hajó érkezett a területre. Az S. Volckertszoon kapitány parancsnoksága alatt hajózó Waekende Boey, az Elburg J. Peereboom kapitánnyal és az A. Joncke kapitány által vezetett Emeloort megpillantotta ugyan Rottnest-szigetet, ám a nagyszámú zátony miatt nem közelítette meg a szárazföldet. Észak felé vették az irányt, és megtalálták a Vergulde Draeck maradványait (túlélők nélkül). Elsősorban a veszélyes zátonyok miatt ők is rossz véleménnyel voltak a területről.

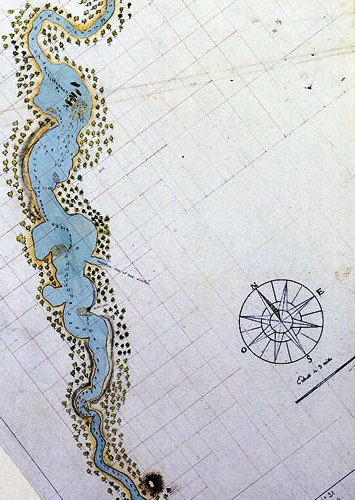
A Swan első részletes, a franciák által 1801-ben készített térképe

A holland Willem de Vlamingh volt a következő európai, aki a térségbe érkezett. A parancsnoksága alatt álló három hajó, a Geelvink, Nyptangh és Wezeltje 1696. december 29-én érte el Rottnestet – magát a szigetet szintén ők keresztelték el – majd 1697. január 10-én felfedezték és nevet adtak a Swan folyónak is. Mivel a folyó torkolatánál lévő homokpad miatt nem sikerült felhajózniuk a folyón, egy lapos fenekű bárkát indítottak útnak, de még ezt is át kellett vontatni a homokpadon. A folyón addig haladtak felfelé, amíg hajózhatatlan, lapályos szakaszhoz nem értek, feltehetőleg a Heirisson-sziget magasságában. Néhány ausztrál őslakost is láttak, de testközelből nem találkoztak velük. Vlamingh sem volt különösebben elragadtatva a területtől; valószínűleg ez volt az oka, hogy a későbbiekben a hollandok nem folytatták a terület feltárását.
1801-ben francia hajók, a Nicolas Baudin kapitány vezette Geographe és az Emmanuel Hamelin parancsnoksága alatt álló Naturaliste közelítette meg a területet délről. A Geographe észak felé vette az irányt, viszont a Naturaliste néhány hétig a térségben maradt. A kis létszámú expedíció dereglyéket vontatott át a homokpadokon, hogy felfedezze a Swan folyót. Ők is kedvezőtlen képet festettek az esetleges letelepedéssel kapcsolatban, főleg a folyó felsőbb szakaszain található, számos iszapos lapály és a homokpad miatt (amit egyébként csak az 1890-es években távolítottak el, amikor C. Y. O'Connor megépítette Fremantle kikötőjét).
Később, 1803 márciusában, visszaúton Franciaországba a Geographe egy másik hajóval,  a Casuarinával elhaladt ugyan Rottnest mellett, de csak egy–két napra álltak meg.
A következő, a perth-i partokhoz érkező felfedező az első, már Ausztráliában született tengeri utazó, a korábbi új-dél-walesi kormányzó, Philip Gidley King fia, Phillip Parker King volt 1822-ben a Bathurst fedélzetén. Elődeihez hasonlóan Kingre sem tett túlságosan kedvező benyomást a terület.

## Egy település születése

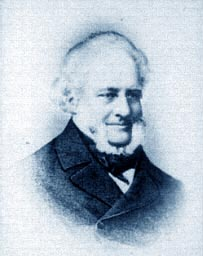
Sir James Stirling admirális

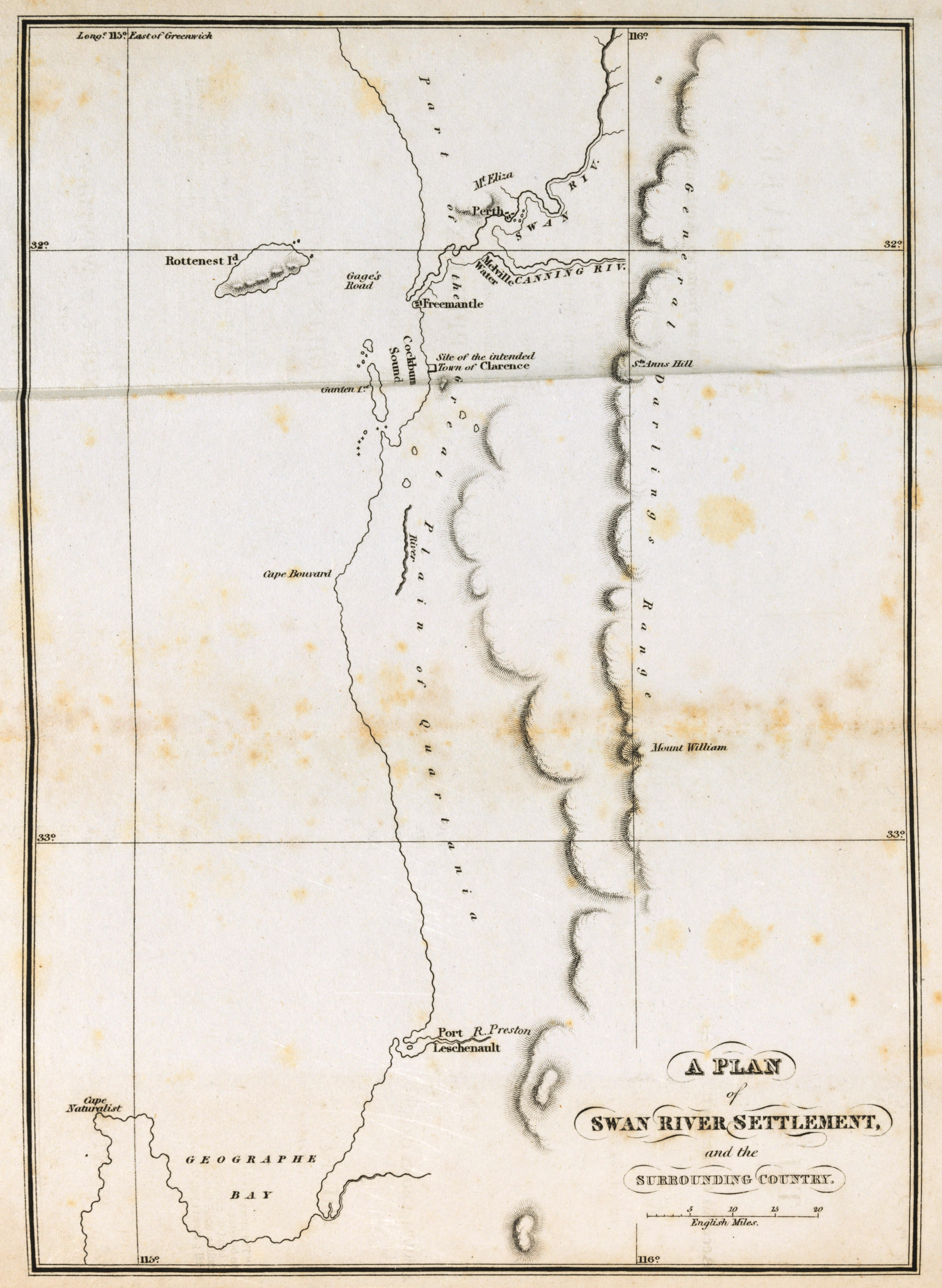
A Swan menti település és a környező terület térképe (1831)

Az újkori Nyugat-Ausztrália alapító atyja James Stirling kapitány volt, aki 1827-ben először a Rottnest-sziget partjainál, majd a Cockburn-tengerágban horgonyzó HMS Success fedélzetéről indulva feltárta a Swan vidékét. Kísérői között ott volt a neves új-dél-walesi botanikus, Charles Fraser is.
A folyón az első felfedező útnak március 8-án egy kisebb egyárbócos hajóval és parancsnoki csónakkal vágtak neki, majd március 13-tól gyalogosan haladtak tovább. Aztán március végén a HMS Success elhajózott Sydney felé, ahová április 15-én érkezett meg. Stirling 1828 júliusában érkezett vissza Angliába, ahol elragadtatással beszélt a terület mezőgazdasági hasznosításának a lehetőségeiről. Megpróbálta kijárni a Swan térségében egy „szabad” gyarmat (szemben az ekkor már működő Új-Dél-Wales, tasmaniai Port Arthur és Norfolk-sziget büntetőgyarmatokkal) megalapítását, aminek ő lett volna a kormányzója. Beszámolóinak, valamint annak a Londonban szárnyra kapó pletykának köszönhetően, hogy a franciák büntetőgyarmatot kívánnak létesíteni Ausztrália nyugati partján, feltehetőleg Shark Bay környékén, a gyarmatügyi minisztérium 1828. október közepén elfogadta az indítványt.
1828 decemberében a gyarmatügyi miniszter intézkedett a korona, az egyház, valamint jövőbeli oktatási intézmények számára fenntartott földterületek, továbbá a vízparti részek felosztása felől.  „A brit döntést, hogy gyarmatot alapítanak a Swannál, a lehető legfelületesebb felfedezőút előzte meg; a kolónia megalapítása és a földek kiosztása rögtönzéseken alapult; nem is beszélve azokról a sebtében végzett felmérésekről, amik a földadományok tényleges elfoglalását megelőzték.  A telepesek számára a földterületek földadományként való kiosztásához egy sor szabályt vezettek be. Ezzel egyidejűleg egy négy magánszemélyből álló, parlamenti képviselőként Új-Dél-Walesben már nagyobb földterületekre szert tevő Potter McQueen vezette konzorciummal is tárgyalásokat kezdtek annak érdekében, hogy az új települést magánpénzből finanszírozzák. A konzorcium végül visszakozott, amikor kiderült, hogy a gyarmatügyi minisztérium nem kívánja a konzorciumot a földek elosztásakor előnyben részesíteni a független telepesekkel szemben. Végül a konzorcium egy tagja, Thomas Peel belement a feltételekbe, és egyedül megállapodott a minisztériummal. Peel azzal a feltétellel kapott 2000 négyzetkilométernyi földterületet, hogy még 1829. november 1. előtt megérkezik a kolóniára 400 telepessel együtt. Jóllehet Peel végül lekéste a határidőt, és a telepesei sem számláltak 300-nál többet, 1000 km2-hez mégis hozzájutott.

## A településhez kapcsolódó események
| A Swan menti kolóniára érkező hajók, 1829 | A Swan menti kolóniára érkező hajók, 1829 |
| ----------------------------------------- | ----------------------------------------- |
| április 25.                               | HMS Challenger (Fremantle)                |
| május 31.                                 | Parmelia (Stirling)                       |
| június 6.                                 | HMS Sulphur                               |
| augusztus 5.                              | Calista                                   |
| augusztus 6.                              | Saint Leonard                             |
| augusztus 23.                             | Marquis of Anglesea                       |
| szeptember 19.                            | Thompson                                  |
| szeptember 21.                            | Amity                                     |
| október 5.                                | Georgiana                                 |
| október 9.                                | Ephemina                                  |
| október 12.                               | Orelia                                    |
| október 12.                               | Cumberland                                |
| október 12.                               | Caroline                                  |
| október 17.                               | Governor Phillip                          |
| október 19.                               | Atwick                                    |
| október 23.                               | Lotus                                     |
| október 31.                               | Admiral Gifford                           |
| november 11.                              | Lion (Lyon)                               |
| november 14.                              | Dragon                                    |
| november 28.                              | HMS Success                               |
| december 15.                              | Gilmore (Peel)                            |
| Forrás:                                   |                                           |

A Swan folyót először a HMS Challenger érte el. Miután 1829. április 25-én lehorgonyzott Garden-sziget partjainál, Charles Fremantle kapitány 1829. május 2-án bejelentette Nagy-Britannia igényét a Swan menti kolóniára.
Május 31-én a Parmelia érkezett meg Stirlinggel és társaival, majd június 8-án őt követte a Sulphur. Nem sokkal később csatlakozott hozzájuk három kereskedőhajó, a Calista augusztus 5-én, a St Leonard augusztus 6-án és a Marquis of Anglesea augusztus 23-án.
Egy sor baleset kísérte a hajók érkezését, ami már-már az expedíció feladásához vezetett.  The Challenger and Sulphur sziklának csapódott a Cockburn-tengerágba való behajózáskor, csak a szerencsének volt köszönhető, hogy kisebb károkkal megúszták az esetet. Viszont a Parmelia alapos javításra szorult, miután Stirling "túlzottan magabiztos manőverezésének" köszönhetően szintén megfeneklett, kormánylapátja letört és a hajógerinc is megsérült.  A lassan beálló tél a telepeseket arra késztette, hogy a Garden-szigeten partra szálljanak.  A kedvezőtlen időjárás és a szükségessé váló javítások miatt Stirlingnek csak június 18-án sikerült szárazföldre érnie, illetve Parmelián maradó telepesek végül augusztus elején követték kapitányukat. Szeptember elején még nagyobb szerencsétlenség történt: a Marquis of Angleseát egy szélvihar partra sodorta, amitől a hajó javíthatatlanná vált.
Az új gyarmatról az első hírek 1830 januárjának utolsó napjaiban értek Angliába. Ezek szegényes körülményekről és arról szóltak, hogy a föld tökéletesen alkalmatlan mezőgazdasági művelésre. Ezen túl azt tükrözték, hogy a telepesek "éhezéshez közeli" állapotban vannak, és (helytelenül) állították, hogy a kolóniát már fel is adták. A hírek hatására sokan elálltak kivándorlási tervüktől, vagy inkább Fokváros és Új-Dél-Wales felé vették az irányt.
Ennek ellenére további telepesek érkeztek, és ezzel párhuzamosan készleteket halmoztak fel a kolónia lakosságának. 1832-re a kolónia népessége elérte az 1500-at (az őslakosokat ebbe nem számolták bele; a becslések a délnyugati terület esetében 15 ezres őslakos népességről szóltak), viszont a haszonnövények termesztéséhez a földek feltörése olyan nagy nehézségekbe ütközött, hogy a népesség 1850-re is csupán 5886 főre emelkedett. A telepesek elsősorban a délnyugati partot, a mai Bunbury, Augusta és Albany környékét népesítették be.
Karl Marx a Swan menti kolóniát az A tőke című művében példaként használta a kapitalizmus hibáinak a bemutatására.

## Fordítás
- Ez a szócikk részben vagy egészben  a   Swan River Colony című angol Wikipédia-szócikk ezen változatának fordításán alapul.  Az eredeti cikk szerkesztőit annak laptörténete sorolja fel. Ez a jelzés csupán a megfogalmazás eredetét és a szerzői jogokat jelzi, nem szolgál a cikkben szereplő információk forrásmegjelöléseként.

## További irodalom
- Appleyard, R. T. and Manford, Toby (1979). The Beginning: European Discovery and Early Settlement of Swan River Western Australia, University of Western Australia Press. ISBN 0-85564-146-0.
- Fornasiero, Jean; Monteath, Peter and West-Sooby, John.  Encountering Terra Australis: the Australian voyages of Nicholas Baudin and Matthew Flinders, Kent Town, South Australia, Wakefield Press, 2004. ISBN 1-86254-625-8
- Marchant, Leslie R. France Australe : the French search for the Southland and subsequent explorations and plans to found a penal colony and strategic base in south western Australia 1503-1826  Perth : Scott Four Colour Print, c1998. ISBN 0-9588487-1-8
- Marchant, Leslie R. French Napoleonic Placenames of the South West Coast, Greenwood, WA. R.I.C. Publications, 2004.  ISBN 1-74126-094-9
- Toft, Klaus The Navigators - Flinders vs Baudin, Sydney, Duffy and Snellgrove, 2002.  ISBN 1-876631-60-0